# Alice Perkins
Alice Perkins (fl. XX secolo) è stata una giornalista statunitense. È stata fashion editor e poi direttrice della rivista di moda Women's Wear Daily.

## Biografia
Assieme a Sally Kirkland ad Hannah Troy a Bettina Ballard, a Carmel Snow, Fay Hammond, Eugenia Sheppard e a Virginia Pope, è stata una delle figure di spicco del lancio della moda italiana negli Stati Uniti. È stata tra i primi a mettere l'Italia sulla mappa della moda internazionale pubblicando numerosi reportages sulla moda italiana da cui era affascinata. Nei primi anni cinquanta è in Italia spostandosi tra via Veneto a Roma e Palazzo Pitti a Firenze e segue la crescita e l'affermarsi dell'alta moda di cui ne riporta entusiasticamente le cronache negli USA.
È tra gli ospiti d'onore al cocktail organizzato dagli stilisti romani per la fondazione del Sindacato Italiano Alta Moda insieme a Beppe Modenese al Club Open Gate nel 1953.
Nel luglio del 1954 è stata premiata dagli stilisti Emilio Schuberth, Vincenzo Ferdinandi, le Sorelle Fontana, Giovannelli-Sciarra, Eleonora Garnett, Mingolini-Gugenheim e Clarette Gallotti per il suo ruolo di ambasciatrice della moda italiana negli Stati Uniti in occasione dell'evento "Alta Moda a Castel Sant'Angelo" ambientato nella suggestiva cornice del celebre castello.